# Костюченко Володимир Олександрович
Костюченко Володимир Олександрович (нар. 11 січня 1953) — заслужений будівельник України.

## Життєпис
Народився 11 січня 1953 року в Читинській області, Олов'янинського району, 76-й роз'їзд.
З 1959 по 1969 рік навчався в Коров'яківській середній школі Курської області Глушковського району. З 1969 по 1972 рік — в Харківському автошляховому технікумі за спеціальністю технік-будівельник, в 1991 році закінчив Харківський автомобільно-дорожній інститут за спеціальністю інженер-будівельник.
Трудову діяльність розпочав у 1971 році робітником шляхового ремонтно-будівельного управління № 59 у Харкові. З 1974 по 1983 рік працював майстром, а з 1983 по 1998 рік начальником Білопільського районного шляхового ремонтно-будівельного управління.
З 1998 року чотири рази обирався головою Білопільської міської ради. За цей час в місті проведено газифікацію практично всіх вулиць, реконструкцію і будівництво водогонів, змонтовано майже 40 кілометрів вуличного освітлення, збудовано дві церкви, відремонтовано міські зупинки, відкрито десятки магазинів та почалася «супермаркетизація» міста, з'явилися нові пам'ятники та десятки нових мостів через річки та рівчаки.
У 2013 році Володимир Олександрович достроково припинив свої повноваження голови міської ради і пішов у відставку.

## Відзнаки
- почесне звання «Заслужений будівельник України» (1997)
- звання «Почесний громадянин м. Білопілля» (2013)